# 扃
扃（中古擬音：kueng，粵語=坰 gwing1，？—？），姒姓，名扃，一作喬或高陽，是中國上古夏朝第12任君主。泄之子，廑的父亲，不降的弟弟。《帝王世紀》記載：「帝扃，一名帝禺，或曰高陽。在位二十一年。」

### 引用
1. ↑  據《中華通史》第一冊（章嶔 著）